# Шаттвальд
Шаттвальд (нім. Schattwald) —  громада округу Ройтте у землі Тіроль, Австрія.
Шаттвальд лежить на висоті 1072 м над рівнем моря і займає площу 16,1 км². Громада налічує 427 мешканців.
Густота населення 27/км².
|                                    |
| Шаттвальд на мапі округу та землі. |

 Адреса управління громади: Nr. 41, 6677 Schattwald.